# Hans-Jürgen Wittfoht
Hans-Jürgen Wittfoht (* 29. Januar 1948 in Lübeck) ist ein ehemaliger deutscher Fußballspieler.

## Laufbahn
„Mecki“ Wittfoht durchlief in seiner Heimatstadt die Jugendmannschaften von TuS und VfB Lübeck und gehörte ab der Saison 1967/68 der Ligamannschaft des VfB in der Fußball-Regionalliga Nord an. Unter Trainer Heinz Lucas debütierte der Nachwuchsspieler bei den Grün-Weißen vom Stadion an der Lohmühle in der Regionalliga und belegte mit dem VfB 1968 den neunten Rang. In seinem zweiten Jahr Regionalliga – 1968/69 – gehörte er zusammen mit Siegfried Agurew, Siegfried Bronnert, Helmut Hosung und Horst Wenzel dem Vizemeisterteam des VfB Lübeck an. In der Aufstiegsrunde zur Fußball-Bundesliga hatte die Mannschaft von Trainer Kurt Krause gegen die Konkurrenten Rot-Weiß Oberhausen, Freiburger FC, SV Alsenborn und Hertha Zehlendorf aber keine Chance. „Mecki“ Wittfoht hatte aber in seinen acht Aufstiegsrundenspielen die Späher des VfB Stuttgart auf sich aufmerksam gemacht und unterschrieb zur Runde 1969/70 einen Vertrag bei dem schwäbischen Bundesligisten.
Sein Start in Stuttgart war erschwert durch die noch in Lübeck abzuleistende Wehrpflicht, durch die er erst ab Ende September 1969 dem VfB Stuttgart voll zur Verfügung stand. Unter Trainer Franz Seybold absolvierte er 1969/70 elf Bundesligaspiele. Da er 1970/71 unter Trainer Branko Zebec nur noch am 7. November 1970 beim 3:3-Heimremis gegen den Hamburger SV einmal für Horst Haug eingewechselt wurde, kehrte er 1971 wieder zu seinem Heimatverein VfB Lübeck in die Regionalliga Nord zurück.
Wittfoht belegte mit Lübeck 1972 und 1973 jeweils den sechsten Rang – in vier Runden Regionalliga hatte er für das Lohmühleteam insgesamt 111 Spiele absolviert und dabei 10 Tore erzielt – und nahm zur Runde 1973/74 das Angebot des VfL Osnabrück an und spielte im letzten Jahr des alten zweitklassigen Regionalligasystems an der Bremer Brücke. Hinter Meister Eintracht Braunschweig und dem Vize St. Pauli belegte die Mannschaft von Trainer Klaus-Dieter Ochs den dritten Rang. Wittfoht – er agierte überwiegend im linken Mittelfeld – hatte in 29 Einsätzen sieben Tore in seinem Debütjahr in Osnabrück erzielt.
Ab der Runde 1974/75 startete die 2. Fußball-Bundesliga Nord. In der Debütrunde kam der VfL mit Trainer Ochs und den Mitspielern Werner Kamper, Herbert Mühlenberg und Gerd-Volker Schock auf den achten Rang. Wittfoht hatte in 34 Ligaspielen vier Tore erzielt. Nach Klaus Ochs kamen die Trainer Reinhold Ertel (interim Edu Sausmikat), Siegfried Melzig (interim Sausmikat), Reinhard Roder und Radoslav Momirski an die Bremer Brücke. Insgesamt absolvierte Wittfoht für Osnabrück in der 2. Fußball-Bundesliga von 1974 bis 1977 109 Spiele und erzielte dabei zehn Tore. Sein letztes Ligaspiel absolvierte er am 11. September 1977 beim 6:1-Heimsieg gegen Schwarz-Weiß Essen.
Zur Runde 1978/79 schloss er sich dem Nachbar und Testspielpartner des VfL Osnabrück, der TSG Burg Gretesch, als Spieler- und Jugendtrainer an.